# مايلز سبنسر
مايلز سبنسر (بالإنجليزية: Miles Spencer)‏ هو رائد أعمال أمريكي، ولد في 30 أبريل 1963.